# 国道57号

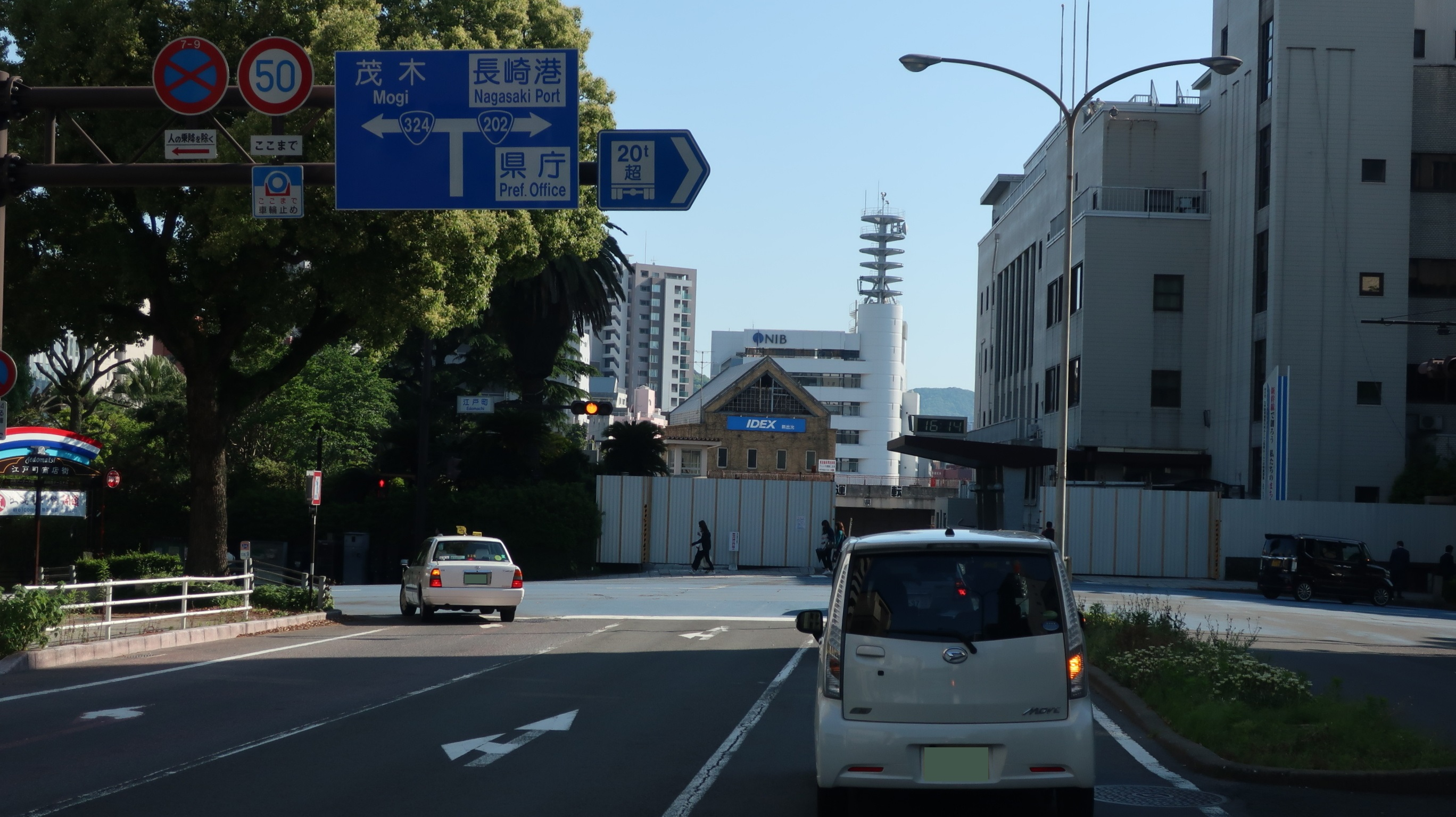
国道57号 終点
長崎県長崎市 江戸町交差点
国道34号・国道202号との重複

国道57号（こくどう57ごう）は、大分県大分市から熊本県・島原湾・長崎県島原半島を経由して、長崎市に至る一般国道である。

## 概要
九州の中部を東西に横断し、県庁所在地である大分市、熊本市、長崎市を連絡する一般国道の路線である。旧・二級国道214号・215号・216号の3路線が統合されて指定された国道という経緯を持つ。大分県豊後大野市犬飼町から単独区間となり、熊本市まではJR九州豊肥本線とほぼ並走しながら九州中央部を東西に横断し、国道3号へ合流する。宇土市から宇城市までは宇土半島の北側を走る。三角港（宇城市三角町）から島原港（長崎県島原市）の区間は、島原湾を渡る海上区間で、かつては三角島原フェリーが運行されていたが、業績悪化により2006年（平成18年）に廃止され、これにより三角港 - 島原港間を直接結ぶ航路はなくなっている。島原市からは島原半島を横断し、諫早市で国道34号に合流して長崎市に至る。
大分市から豊後大野市の間および諫早市から長崎市の間はそれぞれ国道10号、国道34号との重複区間となる。

### 路線データ
一般国道の路線を指定する政令 に基づく起終点および重要な経過地は次のとおり。
- 起点：大分市（大道入口交差点 = 国道10号上、国道197号・国道210号終点、国道217号・国道442号起点）
- 終点：長崎市（江戸町交差点 = 国道34号・国道202号終点、国道206号・国道251号・国道324号起点）
- 重要な経過地：大分県大野郡犬飼町[注釈 2]、同郡朝地町[注釈 2]、竹田市、熊本県阿蘇郡一の宮町[注釈 3]、同郡阿蘇町[注釈 3]、同郡長陽村[注釈 4]、同県菊池郡大津町、熊本市、宇土市、同県宇土郡三角町[注釈 5]、島原市、長崎県南高来郡小浜町[注釈 6]、同郡愛野町[注釈 6]、諫早市
- 総延長 : 294.0 km（長崎県 97.1 km、熊本県 106.3 km、熊本市 22.8 km、大分県 67.8 km）重用延長、海上区間を含む。[4][注釈 7]
- 重用延長 : 56.7 km（長崎県 22.0 km、熊本県 1.3 km、熊本市 7.1 km、大分県 22.6 km）[4][注釈 7]
- 未供用延長 : 27.1 km（長崎県 14.0 km、熊本県 13.1 km、熊本市 - km、大分県 - km）[4][注釈 7]
  - 未供用延長のうち海上区間 : 27.1 km（長崎県 14.0 km、熊本県 13.1 km、熊本市 - km、大分県 - km）[4][注釈 7]
- 実延長 : 214.0 km（長崎県 61.2 km、熊本県 91.9 km、熊本市 15.7 km、大分県 45.2 km）[4][注釈 7]
  - 現道 : 190.6 km（長崎県 61.2 km、熊本県 91.9 km、熊本市 15.7 km、大分県 16.9 km）[4][注釈 7]
  - 旧道 : なし[4][注釈 7]
  - 新道 : 28.3 km（長崎県 - km、熊本県 - km、熊本市 - km、大分県 28.3 km）[4][注釈 7]
- 指定区間：大分市中央町4丁目10番 - 宇城市三角町三角浦字首入1159番43、島原市湊町4番 - 長崎市江戸町2番2（陸上区間の全線）[5]
- 海上区間：熊本県宇城市三角町三角浦（三角駅前） - 長崎県島原市湊町（島原外港交差点）

概要にある通り、この区間にはかつて三角島原フェリーが運航されていた。

## 歴史
1953年（昭和28年）5月18日に二級国道として、国道214号（島原 - 諫早）、国道215号（島原 - 宇土）、国道216号（熊本 - 大分）が指定されたが、1962年（昭和37年）5月1日より以上の3路線を併せ、一級国道57号とした。この経緯から現在も国道214号・215号・216号は欠番となっている。
1964年（昭和39年）の法令改正により一級、二級の別はなくなり、1965年（昭和40年）から「一般国道」としている。

### 年表
- 1953年（昭和28年）5月18日  - 二級国道214号島原諌早線（長崎県島原市 - 長崎県諫早市）、二級国道215号島原宇土線（長崎県島原市 - 熊本県宇土郡宇土町（現：宇土市））、二級国道216号熊本大分線（熊本県熊本市 - 大分県大分市）が指定された。
- 1957年（昭和32年）6月5日 - 214号、長崎県南高来郡小浜町小浜温泉 - 小浜町雲仙温泉（現：雲仙市）間、日本道路公団運営の雲仙道路（有料道路）として開通。
- 1960年（昭和35年）8月31日 - 214号、島原市 - 小浜町雲仙温泉（現：雲仙市）、日本道路公団運営の島原道路（有料道路）として開通。
- 1963年（昭和38年）4月1日 - 214号・215号・216号、一級国道57号（大分県大分市 - 長崎県長崎市）に統合・昇格。214号・215号・216号は欠番に。
- 1965年（昭和40年）4月1日 - 一級国道57号、一般国道に指定替え。
- 1973年（昭和48年）4月1日 - 雲仙道路・島原道路、日本道路公団から国に移管、無料化。
- 1979年（昭和54年）6月27日 - 大分県大野郡犬飼町（現：豊後大野市）下津尾地内で道路沿いの斜面が崩落。乗用車1台が崩土の下敷きとなり2人が死亡[6]。
- 1991年（平成3年）6月3日 - 当時噴火していた雲仙岳の火砕流が島原市の水無川に架かっていた水無川橋に襲来。「定点」と呼ばれたこの橋付近で52名の死傷者がでる。橋はのちに土石流で消失。
- 1999年（平成11年）3月16日 - 消失した水無川橋に代わり、水無大橋が開通。
- 2006年（平成18年）8月29日 - 島原湾海上航路の三角島原フェリー（三角港 - 島原港）が、業績悪化により廃止[3]。
- 2016年（平成28年）
  - 4月1日 - 国道57号のうち、中九州横断道路（自動車専用道路）開通後の平行する旧道部の、豊後大野市犬飼町下津尾（下津尾交差点）から同市朝地町下野（朝地IC）区間を大分県道57号竹田犬飼線に降格するかたちで指定替え[7]。これにより、この区間の国道57号は自動車以外では通行不可となる。
  - 4月16日 - 未明に熊本地方を震源とするマグニチュード7.3の熊本地震の本震が発生。これにより生じた熊本県阿蘇郡南阿蘇村の国道325号（阿蘇大橋）との交差点付近一帯の大規模な土砂崩れにより通行止め[8][9]。
  - 6月14日 - 通行止めとなっている阿蘇大橋地区（国道325号との交差点一帯）の復旧を現在位置の北側、熊本県道339号北外輪山大津線の周辺に道路を新設して復旧することを決定[10]。
  - 7月6日 - 北側復旧ルートを決定[11]。
  - 11月2日 - 北側復旧ルートの工事に着手[12]。
- 2019年（平成31年）
  - 1月19日 - 中九州横断道路の朝地IC - 竹田IC間 開通[13]。竹田市会々（竹田ICから会々七里交差点）間の大分県道47号竹田直入線が国道57号（大分県道47号竹田直入線重複）に昇格するかたちで指定替え。
  - 4月1日 - 国道57号のうち、中九州横断道路開通後の平行する旧道部の、豊後大野市朝地町下野（朝地IC）から同市朝地町朝地（朝地交差点）区間を大分県道57号竹田犬飼線に降格、同市朝地町朝地（朝地交差点）区間から竹田市会々（会々七里交差点）区間を国道442号（大分県道57号竹田犬飼線重複）に変更するかたちで指定替え[14]。これにより、この区間の国道57号は自動車以外では通行不可となる。
- 2020年（令和2年）10月3日 - 北側復旧ルート（菊池郡大津町 - 阿蘇市赤水の延長約13 km）が開通。現道部についても同日開通[15]。

## 路線状況

### 別名
- 豊後街道
- 天草街道
- 島原街道
- 雲仙道路・島原道路 （長崎県雲仙市-島原市）- 1957年（昭和32年）から1973年（昭和48年）3月31日まで、この区間は有料道路だった。島原半島北部を走る島原道路（がまだすロード）とは異なる。

### バイパス
- 中九州横断道路（大分県 - 熊本県） - 地域高規格道路
  - 犬飼千歳道路（大分県）
  - 千歳大野道路（大分県）
  - 大野竹田道路（大分県）
  - 竹田阿蘇道路（大分県 - 熊本県） - 事業中
  - 滝室坂道路（熊本県） - 事業中
  - 阿蘇大津道路（熊本県） - 事業休止中。ほぼ同一線上に北側復旧ルートが開通。
  - 大津道路（熊本県） - 事業中
  - 大津熊本道路（熊本県） - 事業中
- 熊本天草幹線道路（熊本県） - 地域高規格道路
  - 熊本宇土道路（熊本県） - 事業中
  - 宇土道路（熊本県） - 事業中
  - 宇土三角道路（熊本県） - 事業中
- 犬飼バイパス（大分県）
- 大津バイパス（熊本県）
- 菊陽バイパス（熊本県）
- 熊本東バイパス（熊本県）
- 川尻バイパス（熊本県）
- 諫早バイパス（長崎県）

### 重複区間
- 大分県
  - 国道10号（大分市新町・大道入口交差点（起点） - 豊後大野市犬飼町久原・犬飼バイパス分岐）
  - 国道210号（大分市畑中1丁目・府内大橋北交差点 - 大分市大字宮崎・宮崎交差点）
  - 国道442号（竹田市大字会々・会々七里交差点 - 竹田市大字会々・会々平交差点）
- 熊本県
  - 国道265号（阿蘇市一の宮町坂梨・坂梨交差点 - 阿蘇市黒川・内牧温泉入口交差点）
  - 国道325号（阿蘇郡南阿蘇村大字立野・新阿蘇大橋交差点 - 菊池郡大津町大字室・室交差点）
  - 国道3号・国道218号・国道219号（熊本市南区近見7丁目・近見町交差点 - 宇土市松原）
  - 国道266号（宇城市三角町三角浦・五橋入口交差点 - 宇城市三角町三角浦・三角港）
- 長崎県
  - 国道251号（島原市湊町・島原外港交差点 - 島原市秩父が浦町・雲仙東登山口交差点）
  - 国道389号（雲仙市小浜町雲仙）
  - 国道251号（雲仙市小浜町北本町・雲仙西登山口交差点 - 雲仙市愛野町乙・愛野展望台前交差点）
  - 国道251号（雲仙市愛野町乙・愛野交差点 - 諫早市小船越町・小船越トンネル交差点）
  - 国道207号（諫早市小船越町・小船越町交差点 - 諫早市多良見町化屋・喜々津駅東口交差点）
  - 国道34号（諫早市小船越町・小船越トンネル交差点 - 長崎市江戸町・江戸町交差点（終点））
  - 国道251号（長崎市田中町・切通交差点 - 長崎市江戸町・江戸町交差点（終点））

### 道路施設

#### 橋梁
- 大分県
  - 府内大橋（大分川、大分市、国道10号重複区間内）
  - 軒田橋（寒田川、大分市、国道10号重複区間内）
  - 白滝橋（大野川、大分市、国道10号重複区間内）
  - 小筒井橋（小筒井川、大分市、国道10号重複区間内）
  - 宇津尾木橋（豊後大野市）
  - 茜川橋（茜川、豊後大野市）
  - 穴井橋（豊後大野市）
  - 平井川橋（平井川、豊後大野市）
  - 笹無田橋（豊肥本線、竹田市）
  - 新笹無田橋（笹無田川、竹田市）
  - 田原橋（稲葉川、竹田市）
  - 桜瀬橋（玉来川、竹田市）
  - 矢倉橋（矢倉川、竹田市）
  - 千石橋（滝水川、竹田市）
- 熊本県
  - 平口橋（平保の木川、阿蘇市）
  - 福原橋（豆札川、阿蘇市）
  - 松原橋（黒川、阿蘇市）
  - 新東岳川橋（東岳川、阿蘇市）
  - 新泉川橋（泉川、阿蘇市）
  - 西岳川橋（西岳川、阿蘇市）
  - 弓削大橋（白川、熊本市北区 - 熊本市東区）
  - 新南部橋（保田窪放水路、熊本市東区）
  - 二本橋（藻器堀川、熊本市東区）
  - 江津斉藤橋（加勢川、熊本市東区）
  - 田井実橋（熊本市南区）
  - 一本榎橋（熊本市南区）
  - 天明新川橋（天明新川、熊本市南区、国道3号重複区間内）
  - 加勢川橋（加勢川、熊本市南区、国道3号重複区間内）
  - 緑川橋（緑川、熊本市南区、国道3号重複区間内）
  - 浜戸川橋（浜戸川、熊本市南区、国道3号重複区間内）
  - 北田尻橋（熊本市南区、国道3号重複区間内）
  - 南田尻橋（潤川、熊本市南区、国道3号重複区間内）
  - 築籠橋（築籠川、宇土市）
  - 網津橋（網津川、宇土市）
- 長崎県
  - 島原大橋（島原市）
  - 新湊橋（新湊川、島原市）
  - 新鮎川橋（鮎川、島原市）
  - 千々石橋（千々石川、雲仙市）
  - 愛野大橋（有明川、雲仙市 - 諫早市）
  - 三つ橋（諫早市）
  - 松崎橋（宗方川、諫早市）
  - 川床橋（川床川、諫早市）
  - 貝津橋（東大川、諫早市、国道34号重複区間内）
  - 横島橋（西大川、諫早市、国道34号重複区間内）
  - 久山橋（久山川、諫早市、国道34号重複区間内）
  - 喜々津橋（喜々津川、諫早市、国道34号重複区間内）
  - 梶木橋（喜々津川、諫早市、国道34号重複区間内）
  - 小国橋（念正川、長崎市、国道34号重複区間内）
  - 間ノ瀬橋（間ノ瀬川、長崎市、国道34号重複区間内）
  - 樋渡瀬橋（現川川、長崎市、国道34号重複区間内）
  - 五番町橋（中尾川、長崎市、国道34号重複区間内）
  - 新妙相寺橋（長崎市、国道34号重複区間内）
  - 新番所橋（長崎市、国道34号重複区間内）
  - 一之橋（中島川、長崎市、国道34号重複区間内）
  - 中之橋（中島川、長崎市、国道34号重複区間内）
  - 鎮西橋（西山川、長崎市、国道34号重複区間内）

#### トンネル
- 大分県
  - 上尾トンネル（下り線）：延長661 m、1996年（平成8年）竣工、大分市（国道10号重複区間内）
  - 上尾トンネル（上り線）：延長691 m、1998年（平成10年）竣工、大分市（国道10号重複区間内）
  - 平隧道：延長226 m、1969年（昭和44年）竣工、竹田市
  - 平人道トンネル：延長254 m、1990年（平成2年）竣工、竹田市
  - 三砂隧道：延長87 m、1969年（昭和44年）竣工、竹田市
  - 三砂人道トンネル：延長140 m、1989年（平成元年）竣工、竹田市
  - 二本松トンネル：延長85 m、1967年（昭和42年）竣工、竹田市
- 長崎県
  - 新日見トンネル（下り線）：延長1,032 m[16]、2021年（令和3年）竣工、長崎市（国道34号重複区間内）
  - 新日見トンネル（上り線）：延長1,055 m、1994年（平成6年）竣工、長崎市（国道34号重複区間内）
  - 本河内トンネル（下り線）：延長329 m、1999年（平成11年）竣工、長崎市（国道34号重複区間内）
  - 本河内トンネル（上り線）：延長254 m、2004年（平成16年）竣工、長崎市（国道34号重複区間内）

#### 道の駅
- 大分県
  - すごう（竹田市）
- 熊本県
  - 波野（阿蘇市）
  - 阿蘇（阿蘇市）
  - 大津（菊池郡大津町）
  - 宇土マリーナ（宇土市）

### 事前通行規制区間
| 区間                                                          | 距離       | 規制内容                           |
| ------------------------------------------------------------- | ---------- | ---------------------------------- |
| 熊本県阿蘇市波野小地野 - 熊本県阿蘇市一の宮町坂梨             | 延長4.6 km | 連続雨量が140 mmに達した場合通行止 |
| 長崎県南島原市深江町甲字硲 - 長崎県雲仙市小浜町雲仙字宝原     | 延長8.2 km | 連続雨量が250 mmに達した場合通行止 |
| 長崎県雲仙市小浜町雲仙字札原 - 長崎県雲仙市小浜町南木指字流合 | 延長4.0 km | 連続雨量が250 mmに達した場合通行止 |

### その他
大分県竹田市（菅生）には、大分向き方向にメロディーロード舗装区間があり、法定速度より遅めで走行することで、滝廉太郎「花」が聞こえるという。

## 地理

### 通過する自治体
- 大分県
  - 大分市 - 豊後大野市 - 竹田市
- 熊本県
  - 阿蘇郡産山村 - 阿蘇市 - 阿蘇郡南阿蘇村 - 菊池郡大津町 - 菊池郡菊陽町 - 熊本市（北区 - 東区 - 中央区 - 東区 - 中央区 - 東区 - 中央区 - 南区） - 宇土市 - 宇城市
- 長崎県
  - 島原市 - 南島原市 - 雲仙市 - 諫早市 - 長崎市

### 交差する道路
- 北側復旧ルートを除く自動車専用道路の区間については、中九州横断道路を参照。

| 交差する道路 | 都道府県名 | 市町村名   | 市町村名   | 交差する場所       | 交差する場所                   |
| --- | ---------- | ---------- | ---------- | ------------------ | ------------------------------ |
| 国道10号 重複区間起点 国道197号 国道210号 国道217号 国道442号                                                                 | 大分県     | 大分市     | 大分市     | 新町               | 大道入口交差点 / 起点          |
| 大分県道21号大分臼杵線 重複区間起点                                                                                           | 大分県     | 大分市     | 大分市     | 錦町2丁目          | 錦町2丁目交差点                |
| 大分県道21号大分臼杵線 重複区間終点                                                                                           | 大分県     | 大分市     | 大分市     | 六坊北町           | 東元町交差点                   |
| 国道210号 重複区間起点 | 大分県     | 大分市     | 大分市     | 畑中1丁目          | 府内大橋北交差点               |
| 国道210号 重複区間終点 | 大分県     | 大分市     | 大分市     | 大字宮崎           | 宮崎交差点                     |
| 国道10号 / 大分南バイパス | 大分県     | 大分市     | 大分市     | 大字中判田         | 大分南バイパス入口交差点       |
| 大分県道208号鶴崎大南線 大分県道631号中判田犬飼線                                                                             | 大分県     | 大分市     | 大分市     | 大字下判田         | 白滝橋北交差点                 |
| 大分県道38号坂ノ市中戸次線 | 大分県     | 大分市     | 大分市     | 大字中戸次         | 中村交差点                     |
| 大分県道622号弓立上戸次線 | 大分県     | 大分市     | 大分市     | 大字中戸次         | 大南大橋先交差点               |
| 大分県道25号臼杵上戸次線 大分県道631号中判田犬飼線 / 別線                                                                     | 大分県     | 大分市     | 大分市     | 大字上戸次         | 筒井交差点                     |
| 国道10号 重複区間終点 | 大分県     | 豊後大野市 | 豊後大野市 | 犬飼町久原         |                                |
| 中九州横断道路 / 犬飼千歳道路 大分県道57号竹田犬飼線                                                                          | 大分県     | 豊後大野市 | 豊後大野市 | 犬飼町下津尾       | 犬飼I.C入口交差点 犬飼IC       |
| 大分県道26号三重野津原線 / 千歳大野道路                                                                                       | 大分県     | 豊後大野市 | 豊後大野市 | 大野町田代         | 大野IC                         |
| 大分県道47号竹田直入線 重複区間起点                                                                                           | 大分県     | 竹田市     | 竹田市     | 大字会々           | 竹田IC                         |
| 国道442号 重複区間起点 大分県道・熊本県道・宮崎県道8号竹田五ヶ瀬線 大分県道47号竹田直入線 重複区間終点 大分県道57号竹田犬飼線 | 大分県     | 竹田市     | 竹田市     | 大字会々           | 会々七里交差点                 |
| 国道442号 重複区間終点 | 大分県     | 竹田市     | 竹田市     | 大字会々           | 会々平交差点                   |
| 国道502号 大分県道638号白丹竹田線                                                                                             | 大分県     | 竹田市     | 竹田市     | 大字拝田原         | 天神交差点                     |
| 大分県道639号神原玉来線 | 大分県     | 竹田市     | 竹田市     | 大字玉来           | 玉来交差点                     |
| 熊本県道・大分県道135号高森竹田線 / バイパス                                                                                  | 大分県     | 竹田市     | 竹田市     | 大字玉来           |                                |
| 大分県道699号小川穴井迫線 | 大分県     | 竹田市     | 竹田市     | 大字穴井迫         | 松本公民館先交差点             |
| 大野川上流広域農道 / 奥豊後グリーンロード                                                                                     | 大分県     | 竹田市     | 竹田市     | 大字菅生           | 石井交差点                     |
| 大分県道640号穴井迫荻線 | 大分県     | 竹田市     | 竹田市     | 大字菅生           |                                |
| 熊本県道41号高森波野線 | 熊本県     | 阿蘇市     | 阿蘇市     | 波野大字小園       | 小池野交差点                   |
| 熊本県道216号産山小地野線 | 熊本県     | 阿蘇市     | 阿蘇市     | 波野大字小園       |                                |
| 熊本県道40号南小国波野線 熊本県道・大分県道131号笹倉久住線                                                                    | 熊本県     | 阿蘇市     | 阿蘇市     | 波野大字小地野     | 笹倉交差点                     |
| 国道265号 重複区間起点 熊本県道213号内牧坂梨線                                                                                | 熊本県     | 阿蘇市     | 阿蘇市     | 一の宮町坂梨       | 坂梨交差点                     |
| 大分県道・熊本県道11号別府一の宮線                                                                                            | 熊本県     | 阿蘇市     | 阿蘇市     | 一の宮町宮地       | 宮地駅前交差点                 |
| 国道212号 国道265号 重複区間終点                                                                                              | 熊本県     | 阿蘇市     | 阿蘇市     | 黒川               | 内牧温泉入口交差点             |
| 熊本県道111号阿蘇吉田線 / 阿蘇パノラマライン 熊本県道307号阿蘇停車場線                                                        | 熊本県     | 阿蘇市     | 阿蘇市     | 黒川               | 阿蘇駅前交差点                 |
| 熊本県道176号内牧停車場乙姫線                                                                                                 | 熊本県     | 阿蘇市     | 阿蘇市     | 黒川               | 乙姫交差点                     |
| 国道57号北側復旧ルート | 熊本県     | 阿蘇市     | 阿蘇市     | 赤水               | 阿蘇西IC入口交差点 阿蘇西IC    |
| 熊本県道149号河陰阿蘇線 | 熊本県     | 阿蘇市     | 阿蘇市     | 赤水               | 赤水交差点                     |
| 熊本県道23号菊池赤水線 | 熊本県     | 阿蘇市     | 阿蘇市     | 赤水               | ミルクロード交差点             |
| 熊本県道298号阿蘇公園下野線                                                                                                   | 熊本県     | 阿蘇郡     | 南阿蘇村   | 大字下野           | 下野交差点                     |
| 国道325号 重複区間起点 | 熊本県     | 阿蘇郡     | 南阿蘇村   | 大字立野           | 新阿蘇大橋交差点               |
| 熊本県道174号立野停車場線 | 熊本県     | 阿蘇郡     | 南阿蘇村   | 大字立野           |                                |
| 熊本県道207号瀬田竜田線 | 熊本県     | 阿蘇郡     | 南阿蘇村   | 大字立野           | 阿蘇口交差点                   |
| 熊本県道208号外牧大林線 | 熊本県     | 菊池郡     | 大津町     | 大字大林           |                                |
| 熊本県道225号山西大津線 熊本県道339号北外輪山大津線 国道57号北側復旧ルート                                                    | 熊本県     | 菊池郡     | 大津町     | 大字引水           | ミルクロード入口交差点 大津IC  |
| 熊本県道30号大津植木線 | 熊本県     | 菊池郡     | 大津町     | 大字引水           | 引水交差点                     |
| 熊本県道202号矢護川大津線 重複区間起点                                                                                        | 熊本県     | 菊池郡     | 大津町     | 大字引水           |                                |
| 熊本県道202号矢護川大津線 重複区間終点                                                                                        | 熊本県     | 菊池郡     | 大津町     | 大字引水           | 大津交差点                     |
| 国道325号 重複区間終点 国道443号                                                                                              | 熊本県     | 菊池郡     | 大津町     | 大字室             | 大津町室交差点                 |
| 熊本県道209号曲手原水線 | 熊本県     | 菊池郡     | 菊陽町     | 大字久保田         | 久保田交差点                   |
| 熊本県道138号辛川鹿本線 | 熊本県     | 菊池郡     | 菊陽町     | 大字津久礼         | 津久礼交差点                   |
| 熊本県道138号辛川鹿本線 / バイパス                                                                                            | 熊本県     | 菊池郡     | 菊陽町     | 大字津久礼         | 石坂交差点                     |
| 熊本県道316号住吉熊本線 | 熊本県     | 熊本市     | 北区       | 弓削4丁目          | 弓削交差点                     |
| 熊本県道145号瀬田熊本線 | 熊本県     | 熊本市     | 東区       | 石原3丁目          | 運動公園入口交差点             |
| E3 九州自動車道 | 熊本県     | 熊本市     | 東区       | 御領6丁目          | 15 熊本IC                      |
| 熊本県道232号小池竜田線 | 熊本県     | 熊本市     | 東区       | 御領6丁目          | 熊本インター南交差点           |
| 国道3号 / 熊本北バイパス | 熊本県     | 熊本市     | 東区       | 西原1丁目          | 新南部交差点                   |
| 熊本県道103号熊本空港線 | 熊本県     | 熊本市     | 東区       | 保田窪3丁目        | 保田窪交差点                   |
| 熊本県道228号戸島熊本線 | 熊本県     | 熊本市     | 中央区     | 上水前寺2丁目      | 上水前寺交差点                 |
| 熊本県道36号熊本益城大津線 | 熊本県     | 熊本市     | 中央区     | 神水2丁目          | 県庁通り入口交差点             |
| 熊本県道28号熊本高森線 | 熊本県     | 熊本市     | 東区       | 健軍2丁目          | 神水交差点                     |
| 熊本県道236号神水川尻線 | 熊本県     | 熊本市     | 東区       | 湖東3丁目          | 湖東交差点                     |
| 熊本県道103号熊本空港線 | 熊本県     | 熊本市     | 東区       | 江津3丁目          | 江津団地入口交差点             |
| 国道266号 国道445号重複 熊本県道236号神水川尻線 重複区間起点                                                                  | 熊本県     | 熊本市     | 南区       | 田井島1丁目        | 田井島交差点                   |
| 熊本県道104号熊本浜線 熊本県道236号神水川尻線                                                                                 | 熊本県     | 熊本市     | 南区       | 田井島2丁目        | 田迎小入口交差点               |
| 熊本県道182号田迎木原線 | 熊本県     | 熊本市     | 南区       | 御幸笛田2丁目      | 流通団地入口交差点             |
| 熊本県道51号熊本港線 | 熊本県     | 熊本市     | 南区       | 近見8丁目          | 近見東（近見高架橋）交差点     |
| 国道3号 重複区間起点 国道218号 重複区間起点 国道219号 重複区間起点                                                            | 熊本県     | 熊本市     | 南区       | 近見7丁目          | 近見交差点                     |
| 熊本県道297号川尻宇土線 | 熊本県     | 熊本市     | 南区       | 南高江5丁目        | 南高江5丁目交差点 南高江交差点 |
| 熊本県道236号神水川尻線 | 熊本県     | 熊本市     | 南区       | 南高江5丁目        | 天明新川橋交差点               |
| 熊本県道50号熊本嘉島線 熊本県道297号川尻宇土線 重複区間起点                                                                   | 熊本県     | 熊本市     | 南区       | 川尻6丁目          | 杉島交差点                     |
| 熊本県道241号千町廻江線 熊本県道242号走潟廻江線 熊本県道297号川尻宇土線 重複区間終点                                          | 熊本県     | 熊本市     | 南区       | 富合町小岩瀬       | 小岩瀬交差点                   |
| 熊本県道38号宇土甲佐線 | 熊本県     | 熊本市     | 南区       | 富合町南田尻       | 南田尻交差点                   |
| 国道3号 重複区間終点 国道218号 重複区間起点 国道219号 重複区間起点 熊本県道14号八代鏡宇土線                                   | 熊本県     | 宇土市     | 宇土市     | 新松原町           |                                |
| 国道501号 | 熊本県     | 宇土市     | 宇土市     | 馬之瀬町           | 馬之瀬交差点                   |
| 熊本県道58号宇土不知火線 | 熊本県     | 宇土市     | 宇土市     | 住吉町             |                                |
| 熊本県道243号郡浦網田線 | 熊本県     | 宇土市     | 宇土市     | 戸口町             | 戸口交差点                     |
| 三角大矢野道路 | 熊本県     | 宇城市     | 宇城市     | 三角町三角浦       | みすみIC                       |
| 国道266号 重複区間起点 国道324号                                                                                              | 熊本県     | 宇城市     | 宇城市     | 三角町三角浦       | 五橋入口交差点                 |
| 国道266号 重複区間終点 | 熊本県     | 宇城市     | 宇城市     | 三角町三角浦       | 三角港                         |
| 海上区間（交通手段なし） |            |            |            |                    |                                |
| 国道251号 重複区間起点 | 長崎県     | 島原市     | 島原市     | 湊町               | 島原外港交差点                 |
| 国道251号 重複区間終点 | 長崎県     | 島原市     | 島原市     | 秩父が浦町         | 雲仙東登山口交差点             |
| 長崎県道207号千本木島原港線 重複区間起点                                                                                      | 長崎県     | 島原市     | 島原市     | 大下町             | 島原市中木場交差点             |
| 長崎県道207号千本木島原港線 重複区間終点                                                                                      | 長崎県     | 島原市     | 島原市     | 門内町             |                                |
| 長崎県道133号雲仙深江線 | 長崎県     | 南島原市   | 南島原市   | 深江町乙           |                                |
| 長崎県道132号雲仙有家線 | 長崎県     | 南島原市   | 南島原市   | 有家町尾上         |                                |
| 仁田峠循環自動車道路 | 長崎県     | 雲仙市     | 雲仙市     | 小浜町雲仙         |                                |
| 国道389号 重複区間起点 | 長崎県     | 雲仙市     | 雲仙市     | 小浜町雲仙         |                                |
| 長崎県道128号雲仙千々石線 | 長崎県     | 雲仙市     | 雲仙市     | 小浜町雲仙         |                                |
| 国道389号 重複区間終点 | 長崎県     | 雲仙市     | 雲仙市     | 小浜町雲仙         |                                |
| 島原半島広域農道 / 雲仙グリーンロード                                                                                         | 長崎県     | 雲仙市     | 雲仙市     | 小浜町南本町       |                                |
| 国道251号 重複区間起点 | 長崎県     | 雲仙市     | 雲仙市     | 小浜町北本町       | 雲仙西登山口交差点             |
| 長崎県道201号北野千々石線 | 長崎県     | 雲仙市     | 雲仙市     | 小浜町北野         | 富津入口交差点                 |
| 長崎県道128号雲仙千々石線 | 長崎県     | 雲仙市     | 雲仙市     | 千々石町庚（こう） | 木場交差点                     |
| 長崎県道210号平石千々石線 | 長崎県     | 雲仙市     | 雲仙市     | 千々石町戊（ぼ）   | 参道口交差点                   |
| 長崎県道201号北野千々石線 | 長崎県     | 雲仙市     | 雲仙市     | 千々石町丙         |                                |
| 国道251号 重複区間終点 長崎県道58号愛野島原線                                                                                 | 長崎県     | 雲仙市     | 雲仙市     | 愛野町乙           | 愛野展望台前交差点             |
| 島原半島広域農道 / 雲仙グリーンロード                                                                                         | 長崎県     | 雲仙市     | 雲仙市     | 愛野町乙           | 愛野展望台下交差点             |
| 国道251号 重複区間起点 | 長崎県     | 雲仙市     | 雲仙市     | 愛野町乙           | 愛野交差点                     |
| 国道251号 / 愛野森山バイパス                                                                                                  | 長崎県     | 諫早市     | 諫早市     | 森山町田尻         | 森山東IC                       |
| 島原道路 / 森山拡幅 | 長崎県     | 諫早市     | 諫早市     | 森山町下井牟田     | 森山図書館入口交差点 森山西IC  |
| 長崎県道124号大里森山肥前長田停車場線 重複区間起点                                                                            | 長崎県     | 諫早市     | 諫早市     | 森山町下井牟田     | 森山駅前交差点                 |
| 長崎県道124号大里森山肥前長田停車場線 重複区間終点                                                                            | 長崎県     | 諫早市     | 諫早市     | 小野町             | 尾崎交差点                     |
| 長崎県道125号諫早外環状線 / 島原道路                                                                                          | 長崎県     | 諫早市     | 諫早市     | 長野町             | 長野IC                         |
| 長崎県道55号有喜本諫早停車場線                                                                                                | 長崎県     | 諫早市     | 諫早市     | 鷲崎町             | 鷲崎町交差点                   |
| 長崎県道41号諫早飯盛線 | 長崎県     | 諫早市     | 諫早市     | 栗面町             | 栗面町交差点                   |
| 国道207号 重複区間起点 | 長崎県     | 諫早市     | 諫早市     | 小船越町           | 小船越町交差点                 |
| 国道34号 重複区間起点 国道251号 重複区間終点                                                                                  | 長崎県     | 諫早市     | 諫早市     | 小船越町           | 小船越トンネル交差点           |
| 長崎県道125号諫早外環状線 / 島原道路                                                                                          | 長崎県     | 諫早市     | 諫早市     | 小船越町           | 小船越IC                       |
| 長崎県道37号大村貝津線 | 長崎県     | 諫早市     | 諫早市     | 貝津町             | 貝津町交差点                   |
| E34 長崎自動車道 | 長崎県     | 諫早市     | 諫早市     | 貝津町             | 10 諫早IC                      |
| 長崎県道129号久山港線 長崎県道138号田結久山線                                                                                 | 長崎県     | 諫早市     | 諫早市     | 久山町             | 久山交差点                     |
| 国道207号 重複区間終点 | 長崎県     | 諫早市     | 諫早市     | 多良見町化屋       | 喜々津駅東口交差点             |
| E34 長崎自動車道 E96 長崎バイパス                                                                                             | 長崎県     | 諫早市     | 諫早市     | 多良見町市布       | 11 長崎多良見IC                |
| 長崎県道45号東長崎長与線 | 長崎県     | 長崎市     | 長崎市     | 平間町             | 滝の観音入口交差点             |
| 国道251号 重複区間起点 | 長崎県     | 長崎市     | 長崎市     | 田中町             | 切通交差点                     |
| 長崎県道34号野母崎宿線 | 長崎県     | 長崎市     | 長崎市     | 宿町               | 網場入口交差点                 |
| 長崎県道116号長崎芒塚インター線                                                                                               | 長崎県     | 長崎市     | 長崎市     | 芒塚町             | 日見バイパス東口交差点         |
| 長崎県道116号長崎芒塚インター線                                                                                               | 長崎県     | 長崎市     | 長崎市     | 本河内町           | 日見バイパス西口交差点         |
| 長崎県道235号昭和馬町線 | 長崎県     | 長崎市     | 長崎市     | 馬町               | 馬町交差点                     |
| 国道34号 重複区間終点 国道202号 国道206号 国道251号 重複区間終点 国道324号                                                    | 長崎県     | 長崎市     | 長崎市     | 江戸町             | 江戸町交差点 / 終点            |

### 交差する鉄道
- 日豊本線
- 豊肥本線
- 鹿児島本線
- 九州新幹線
- 西九州新幹線

### 沿線
- 江津湖
- 有明海（島原湾）
- 熊本県庁

### 峠
- 熊本県
  - 滝室坂（標高700 m、阿蘇市）

## ギャラリー

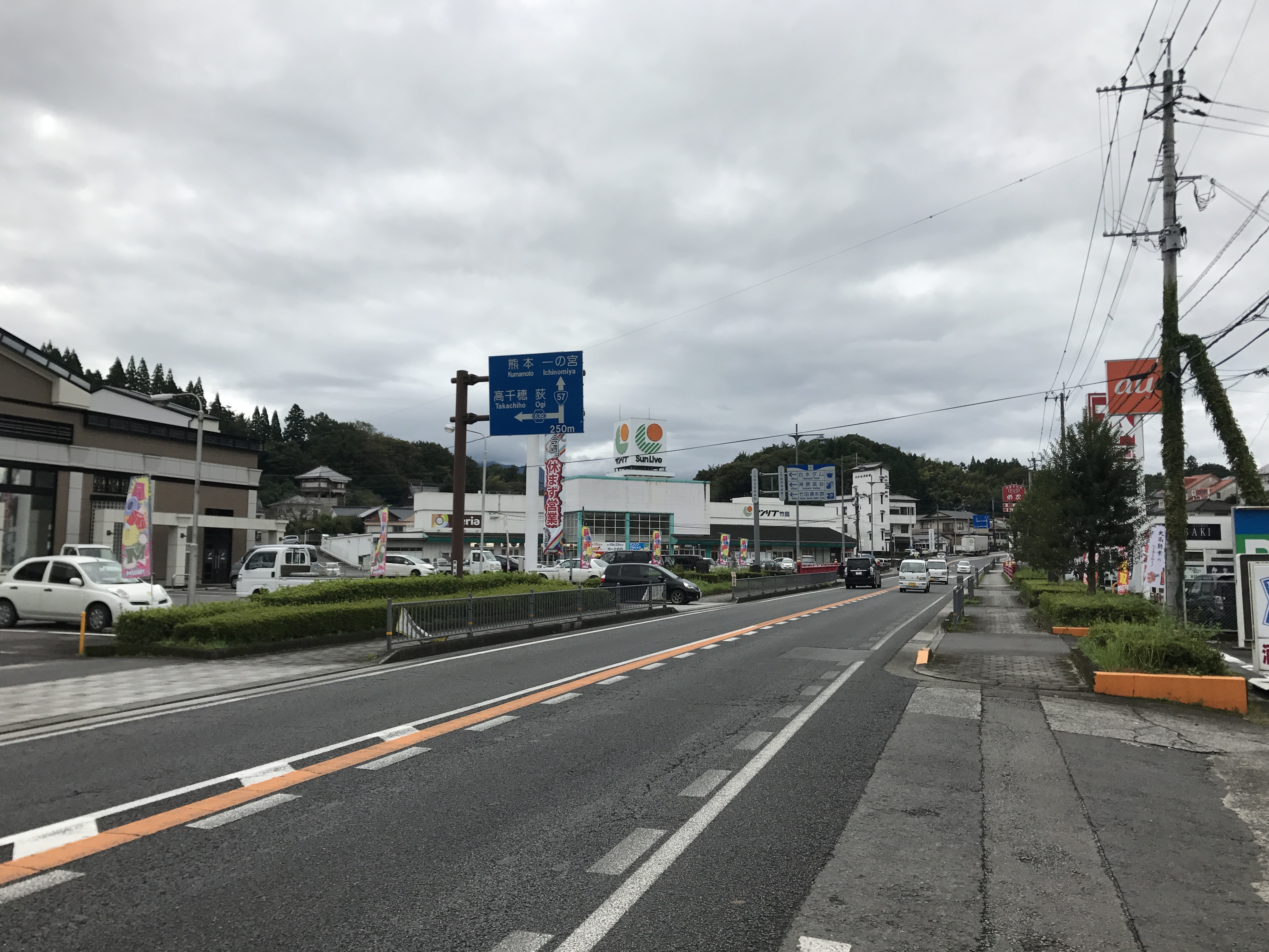
大分県竹田市拝田原
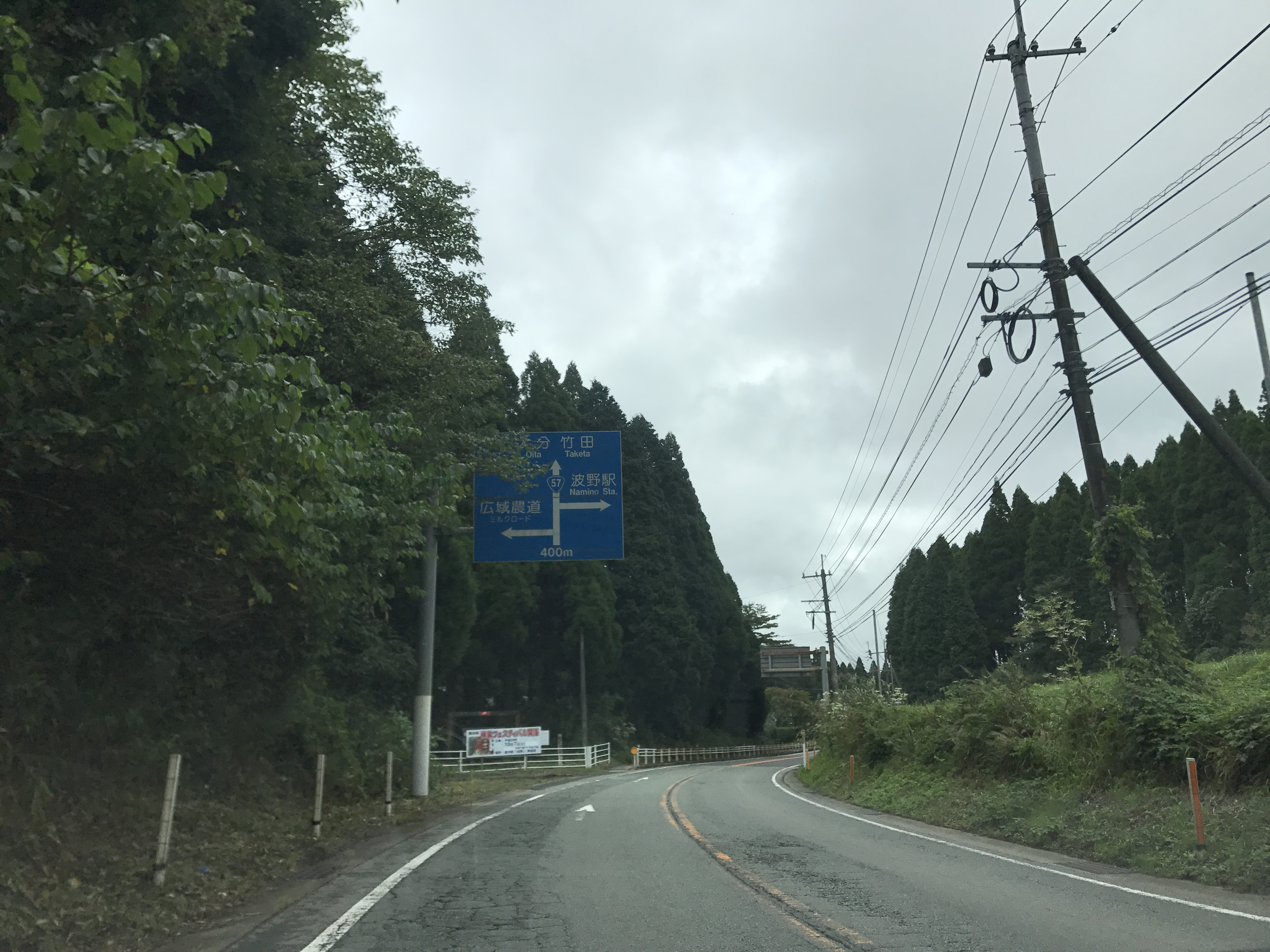
熊本県阿蘇市波野
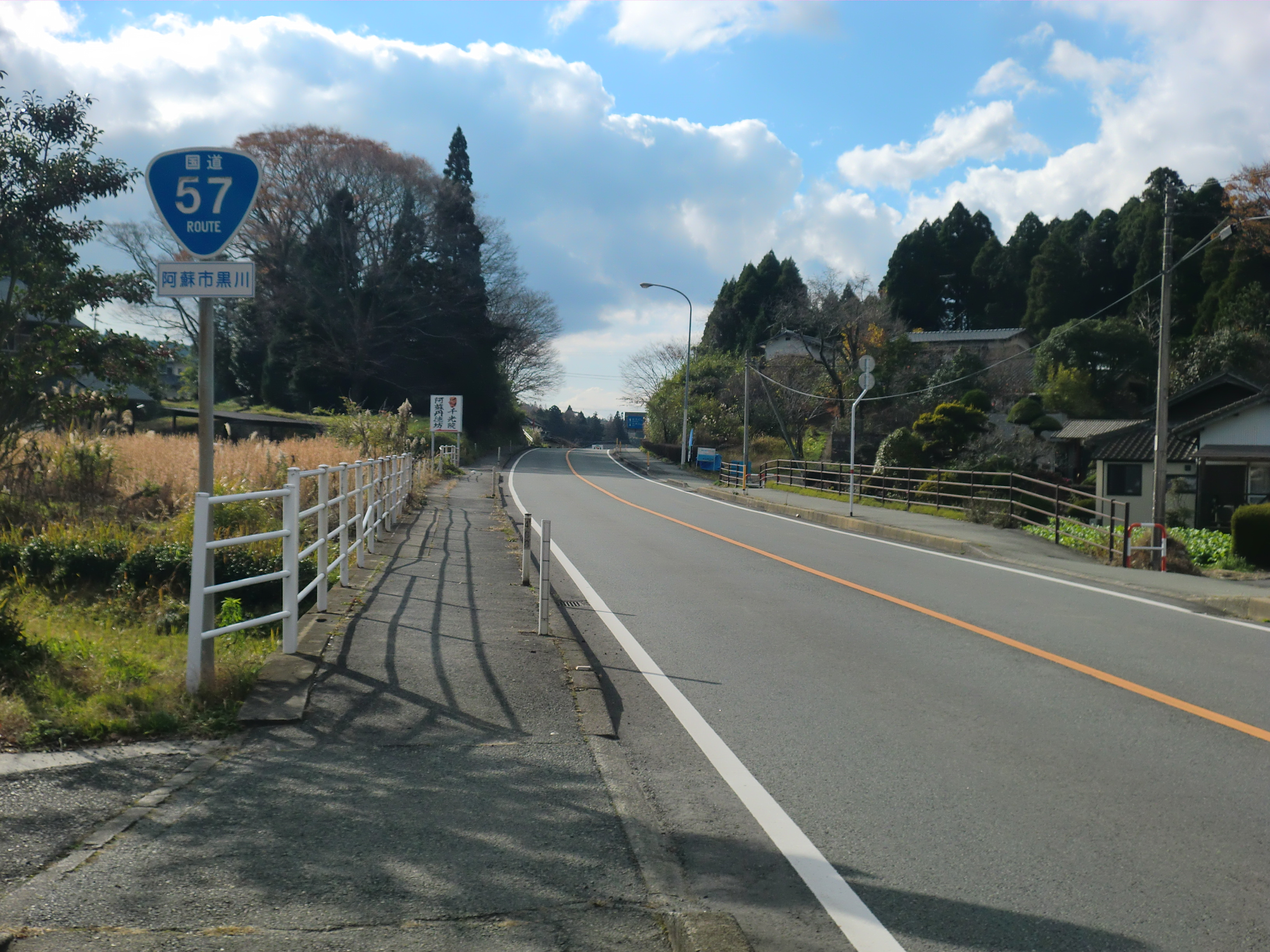
熊本県阿蘇市内
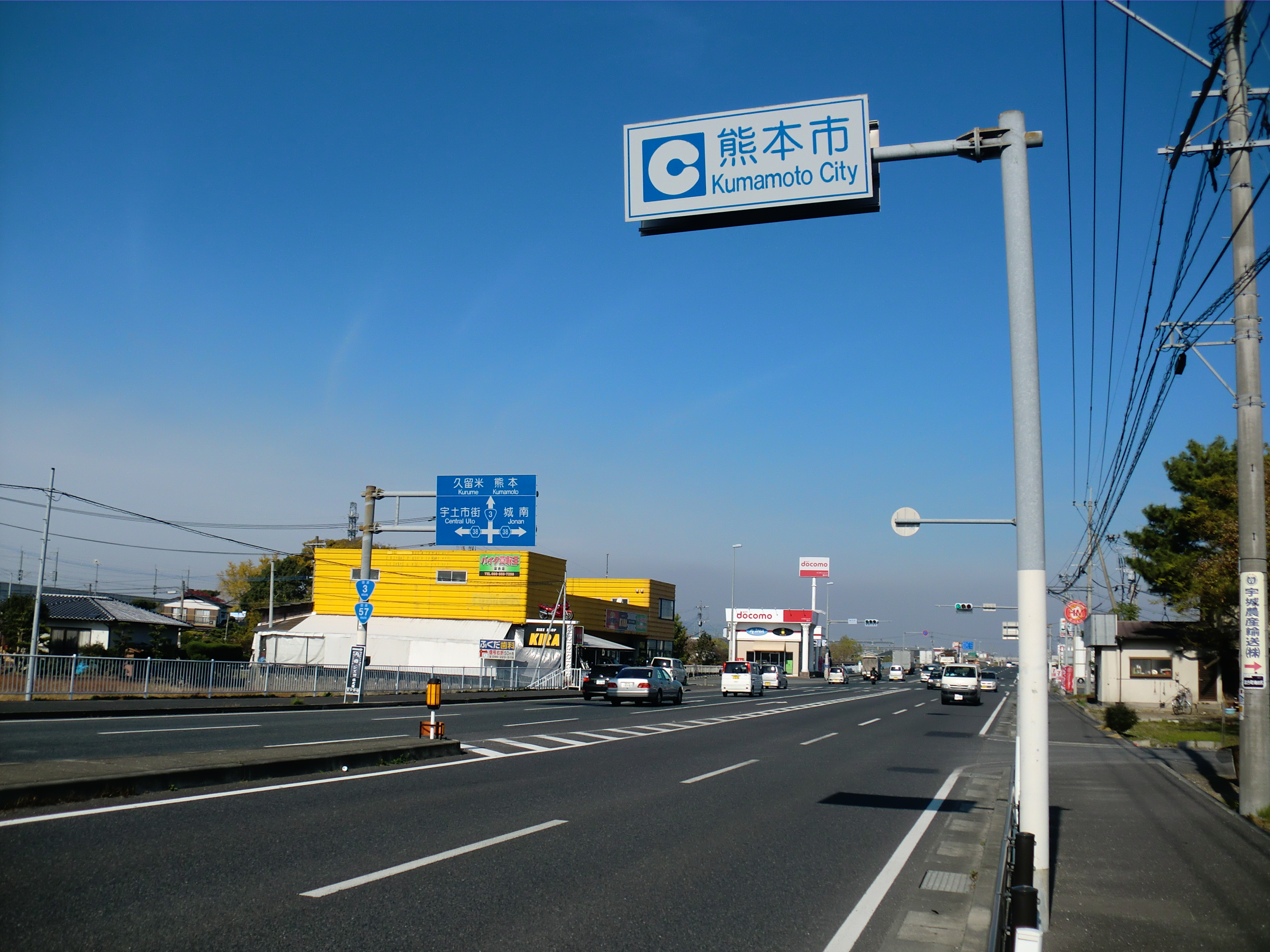
宇土市と熊本市の境界
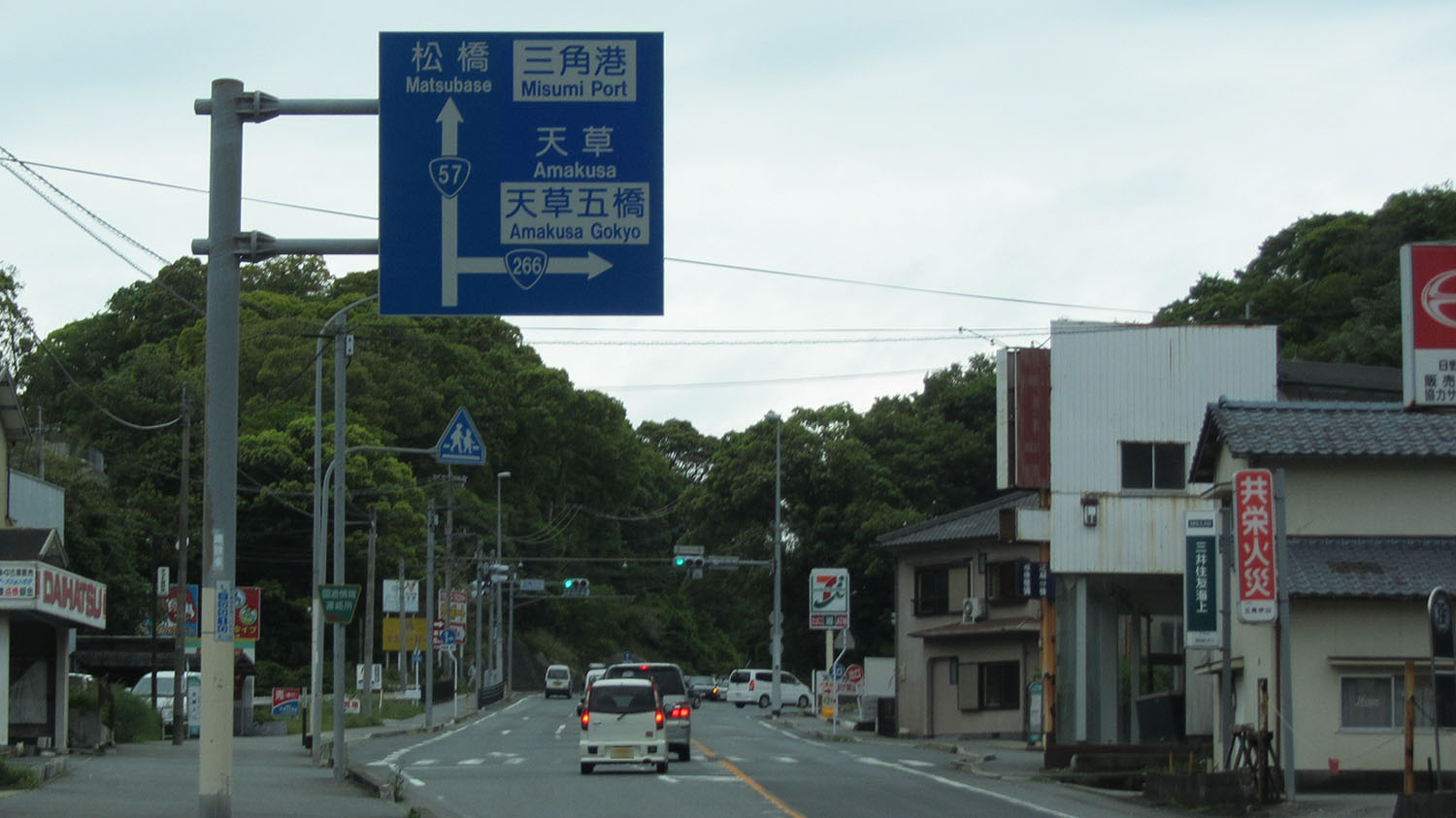
国道266号との分岐 熊本県宇城市三角町
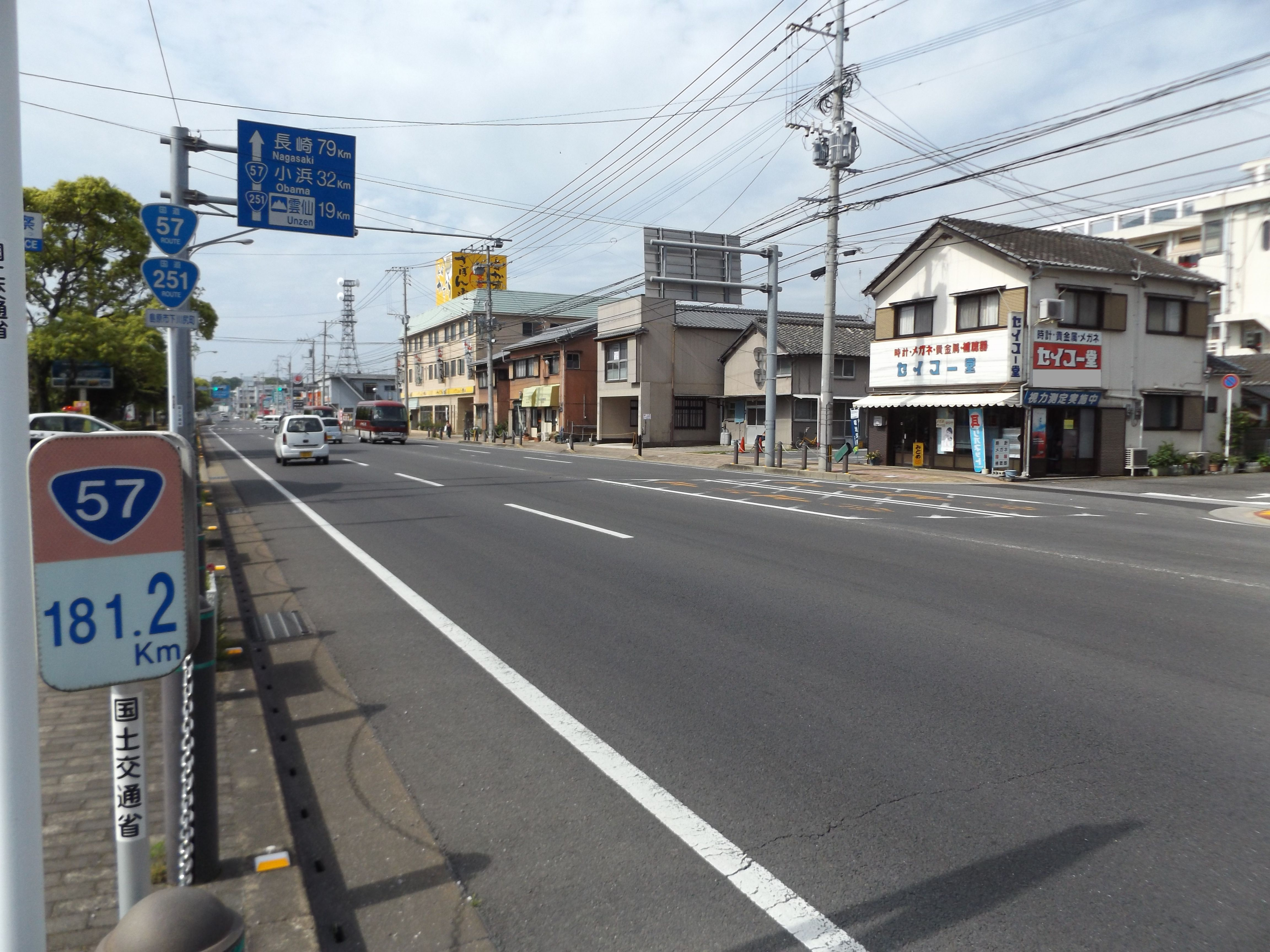
国道251号との重複区間（長崎県島原市、島原外港交差点付近）

## 北側復旧ルート
北側復旧ルートは、熊本県阿蘇市の阿蘇西IC入口交差点と同県大津町のミルクロード入口交差点を結ぶ全長約13 kmの国道57号のバイパス道路である。北側復旧道路、国道57号北側復旧ルート、国道57号北側復旧道路とも呼ばれる。2016年の熊本地震により南阿蘇村立野で発生した大規模な崩落個所を迂回する目的で計画された。当初の計画では一般道路とする予定であったが、その後の調査で立野の崩落個所について安全に通行できる状況に復旧する見通しが立ったため、阿蘇西IC-大津IC交差点間の12 kmについては、自動車専用道路として開通した。車帰IC-大津東IC間の二重峠トンネル（ふたえのとうげ、延長約3.7 km）を含む区間の経路は、中九州横断道路を構成する阿蘇大津道路（1997年に整備区間に指定されたものの2009年に事業休止となった）とほぼ一致しており、車帰ICの位置は同道路の阿蘇車帰ICの計画位置、大津東ICの位置は同道路の大津古城ICの計画位置とほぼ一致している。また、二重峠トンネルの採掘にあたって阿蘇大津道路の調査資料が利用されている。
- 全区間が熊本県に所在。
- 全区間が2020年10月3日に開通[15]。ほとんどの区間（阿蘇西IC - 大津IC入口交差点間12 km）が自動車専用道路である。

| 施設名                 | 接続路線名                                       | 起点から (km) | 備考           | 所在地        |
| ---------------------- | ------------------------------------------------ | ------------- | -------------- | ------------- |
| 阿蘇西IC               | 国道57号（現道）                                 | 0.0           | 大津方面出入口 | 阿蘇市        |
| 車帰IC                 | 熊本県道23号菊池赤水線                           | 2.7           | 大津方面出入口 | 阿蘇市        |
| 大津東IC               | 熊本県道339号北外輪山大津線                      | 7.6           | 阿蘇方面出入口 | 菊池郡 大津町 |
| 大津IC                 | 大津町道新小屋桜山線 熊本県道339号北外輪山大津線 | 12.0          | 阿蘇方面出入口 | 菊池郡 大津町 |
| ミルクロード入口交差点 | 国道57号（現道）                                 |               | (一般道)       | 菊池郡 大津町 |